# Vicecanciller del Imperio ruso
El Vicecanciller del Imperio ruso era el canciller-custodio del sello estatal del Imperio ruso. El vicecanciller no estaba a las órdenes imperiales o zaristas del canciller, pero el primero, en ausencia, del canciller, tomaba su lugar en las reuniones.

## Vicecancilleres del Imperio ruso
1. 1699 — Barón Piotr Pávlovich Shafírov (1669—1739).
2. 1723-1725 — vacante.
3. 1725 — Conde Andréi Ivánovich Osterman (1686—1747).
4. 1741 — Conde Mijaíl Golovkin (1699—1754).
5. 1744 — Conde Alekséi Bestúzhev-Riumin (1693—1766).
6. 1758 — Conde Mijaíl Vorontsov (1714—1767).
7. 1762 — vacante.
8. 1762 — Príncipe Aleksandr Mijáilovich Golitsyn (1723—1807).
9. 1775 — Conde Iván Andréyevich Osterman (1725—1811).
10. 1784 — Príncipe Serenísimo Aleksandr Andréyevich Bezborodko (1747—1799).
11. 1798 — Príncipe Víctor Pávlovich Kochubéi (1768—1834).
12. 1799 — Conde Nikita Petróvich Panin (1770—1837).
13. 1801 — Príncipe Víctor Pávlovich Kochubéi (1768—1834).
14. 1824 — Conde Karl Nesselrode (1780—1862).